# Отричане на арменския геноцид
Отричане на арменския геноцид е отрицанието на планираното изтребване на 1,5 милиона арменци по време на Първата световна война, ръководено от Османската империя. Турция и до ден днешен отрича извършването и на геноцидите срещу асирийците и гърците по това време.
Арменският геноцид е почти единодушно признат като исторически факт от историци и учени. Освен това се смята, че това е първият модерен геноцид, след като Рафаел Лемкин използва понятието, за да опише успеха и мащабите на акта срещу арменците. Ревизионистите оспорват истинността на събитията като смятат, че те са антитурска пропаганда или конспирация, разпространена от арменците.
Отриченето на арменския геноцид е обявено за престъпление в Швейцария, Гърция, Кипър и Словакия.
Понастоящем, само турското и азербайджанското правителство отричат случилото се, а Пакистан дори не признава съществуването на Армения.
Други държави като Великобритания и Израел, а и САЩ до Април 2021 - ва, избягват да признаят геноцида официално с оглед влошаване на отношенията си с Турция и Азербайджан - последният градящ отношенията си с Турция въз основа на концепцията "Един народ, две държави". Той не е споменаван често и във важни масмедии на избягващите официалното му признаване - примерно по телевизия "Нешънъл Джиографик" Арменския геноцид е споменат само веднъж - в около минутна сцена в документален сериал за Първата световна война, като е представен като следствие на турските военни неуспехи на Кавказкия фронт, премълчавайки десетилетната предистория на геноцида и извършените по същото време геноциди срещу Малоазийските гърци, Асирийците - които не са имали стремежи за Национално освобождение и изкуствения глад, устроен в Ливан срещу местната маронитска общност, при който загиват 200 хиляди души.